# Alfred Barneck
Alfred Barneck, até 1923 Alfred Baruch (Berlim, 11 de setembro de 1885 – 1964), foi um matemático alemão.

## Vida
Barneck estudou matemática de 1904 a 1908 na Universidade de Berlim e na Universidade Técnica de Berlim-Charlottenburg e esteve depois em serviço preparatório para a docência em escolas superiores. Nesta época obteve um doutorado em 1910, orientado por Georg Cantor na Universidade de Halle-Wittenberg, com a tese "Über die Differentialrelationen zwischen den Thetafunktionen eines Arguments". Em 1919 obteve a habilitação na Universidade Técnica de Berlim-Charlottenburg. Com a Machtergreifung (tomada do poder pelos nazistas) perdeu sua licença de ensino em 1934 por ser judeu. Foi um dos autores do Repetitorium der Höheren Analysis (Volume 1, 1927), no qual editou e completou o capítulo Elliptische Funktionen und Integrale de Eugen Jahnke. Em 1938 foi coagido a se desvincular da Berliner Mathematische Gesellschaft.

## Obras
- Die Grundlagen unserer Zeitrechnung, Teubner 1932